# Bárbara (nombre)
Bárbara es un nombre propio femenino de origen griego en su variante en español. Proviene del griego Βαρβάρα, femenino de βάρβαρος (extranjero). Es una voz onomatopéyica, proveniente de bar-bar, por los balbuceos que para los griegos articulaban los hablantes de otros idiomas -por lo que únicamente tenía el sentido de "extranjero", no de "bárbaro" como se entiende hoy día-. En ese sentido, proviene de una raíz indoeuropea: en sánscrito, por ejemplo, barbarah quiere decir "tartamudo" -lo que se percibe en nombres como Balbino y Blas-.

## Santoral
4 de diciembre: Santa Bárbara, virgen y mártir cristiana del siglo III.

## Variantes
| Variantes en otras lenguas | Variantes en otras lenguas |
| -------------------------- | -------------------------- |
| Español                    | Bárbara                    |
| Alemán                     | Barbara                    |
| Bretón                     | Barba                      |
| Búlgaro                    | Варвара (Varvara)          |
| Catalán                    | Bàrbara                    |
| Checo                      | Barbora                    |
| Danés                      | Barbara                    |
| Eslovaco                   | Barbara, Barbora           |
| Euskera                    | Barbare                    |
| Finlandés                  | Barbara                    |
| Francés                    | Barbara                    |
| Griego                     | Βαρβάρα (Barbára)          |
| Holandés                   | Barbara                    |
| Húngaro                    | Borbála                    |
| Inglés                     | Barbara                    |
| Italiano                   | Barbara                    |
| Latín                      | Barbara                    |
| Noruego                    | Barbara                    |
| Polaco                     | Barbara                    |
| Portugués                  | Bárbara                    |
| Rumano                     | Barbara                    |
| Ruso                       | Варвара (Varvara)          |
| Sueco                      | Barbara                    |

## Personajes célebres
- Barbara cortes,, chilena constructora civil .
- Bárbara de Braganza, princesa portuguesa y esposa de Fernando VI (1746-1758)
- Barbara Bush, primera dama de los Estados Unidos
- Barbara Feldon, actriz estadounidense.
- Barbara Fialho, modelo brasileña.
- Barbara McClintock, científica estadounidense.
- Bárbara Radziwiłł, Reina consorte de Polonia
- Barbara Stanwyck, actriz estadounidense.
- Barbra Streisand, actriz estadounidense.
- Barbara Villiers, primera duquesa de Cleveland y amante del rey Carlos II de Inglaterra
- Barbara Palvin, modelo y actriz húngara.
- Barbara Cartland, escritora.
- Barbara Carrera, actriz y modelo estadounidense de origen nicaragüense.